# Харрис, Томас
Уильям То́мас Ха́ррис III (англ. Thomas Harris; род. 11 апреля 1940[…], Джэксон, Теннесси) — американский писатель, журналист и сценарист.

## Биография
Родился в штате Теннесси, но детство провел вместе с семьёй в штате Миссисипи, в городах Рич, Кливленд и Кларксдэйл. В 1964 году окончил Бэйлорский университет в городе Уэйко, штат Техас, с профилирующим предметом английский язык. Во время обучения в колледже, работал как репортёр в местной газете «The Waco Tribune-Herald» (по другим данным в «News-Tribune») по следам полицейских патрулей. В колледже он познакомился со своей будущей женой Гарриет. Впоследствии у них родилась дочь Энн, но в шестидесятых они развелись.
После получения диплома Харрис некоторое время путешествовал по Европе. В 1968 году переехал в Нью-Йорк для работы в Ассошиэйтед Пресс, где прослужил до 1974 года. Работа в Ассошиэйтед Пресс дала ему бесценный опыт общения с миром преступности.
Харрис избегает публичности: с середины 1970-х он не давал интервью. Первое интервью за 43 года Харрис дал лишь в 2019 году газете The New York Times для продвижения своего нового романа «Кари Мора». В течение последних 30 лет проживает в Майами, Флорида. Любит природу, более 20 лет является волонтером на станции морских птиц Пеликан-Харбор.

## Начало карьеры писателя
Смерть одиннадцати израильских атлетов в Мюнхене на Олимпийских играх 1972 года подтолкнула Харриса написать роман «Чёрное воскресенье», ставший бестселлером в 1975 году. Он повествует о планах террористической группировки по захвату дирижабля, размещению там бомбы со шрапнелью и подрыву Суперкубка. Книга также была экранизирована с участием Роберта Шоу и Брюса Дерна в главных ролях. Успех книги позволил Харрису посвятить себя писательству целиком.

## Ганнибал Лектер
Следующей книгой Харриса стал «Красный дракон». Из-за любви писателя к деталям роман увидел свет лишь в 1981 году. Это первая книга, где появляется доктор Ганнибал Лектер. Она так же стала бестселлером и была дважды экранизирована: первый раз в 1986 году («Охотник на людей» реж. М. Манн, в главных ролях Уильям Петерсен, Брайан Кокс, Том Нунен) и второй в 2002 году («Красный дракон» реж. Бретт Ратнер, в главных ролях Эдвард Нортон, Энтони Хопкинс, Рэйф Файнс).
Наибольший успех и широчайшую известность Томасу Харрису принесла его вторая книга про доктора Лектера «Молчание ягнят», вышедшая в 1988 году и экранизированная режиссёром Джонатаном Демми в 1991 году.
В 2013 году Томас Харрис рассказал, что на создание персонажа его вдохновил тюремный врач из мексиканского города Монтеррей в штате Нуэво-Леон. Об этом стало известно из предисловия писателя к новому изданию «Молчания ягнят», посвященному 25-летию со дня выхода книги. Выдержки из предисловия опубликовали в The Times. Тем не менее Харрис не раскрыл фамилию доктора, предпочитая называть его вымышленным именем «доктор Салазар».
Вследствие все той же тяги Харриса к деталям третья книга о докторе Лектере «Ганнибал» была опубликована в 1999 году и экранизирована режиссёром Ридли Скоттом в 2001 году. Доктора Ганнибала Лектера опять сыграл Э. Хопкинс, Джоди Фостер отказалась сыграть роль Кларисы Старлинг, и эту роль отдали Джулианне Мур.
В 2004 году Харрис подписал контракт с «Бэнтем Букс» на две книги. Первой из них стала «Ганнибал: Восхождение», повествующая о ранних годах молодого Ганнибала в период от шести до двадцати лет. Роман призван пролить свет на обстоятельства смерти семьи Лектера во времена второй мировой войны и сфокусирован на воспоминаниях доктора Лектера о младшей сестре — Мише (в оригинале — Mischa). Книга была опубликована за рубежом[чего?] 5 декабря 2006 года, а одноимённый фильм вышел в российский кинопрокат 8 февраля 2007 года.
Томас Харрис не принимал участие в написании сценария телесериала «Ганнибал», который выходил в эфире американского канала NBC с 2013 по 2015 год. В сериале появляется множество персонажей из серии книг о докторе Лектере.
Томас Харрис не принимал участия в написании сценария телесериала 2021 года «Кларисса». Он основан на романе «Молчание ягнят» и его персонажах, однако из-за авторских прав персонаж доктора Лектера в сериале не появляется и даже не упоминается.

### Отдельные произведения
- Чёрное воскресенье[англ.] (1975)
- Кари Мора[англ.] (2019)

### ДокторГаннибал Лектер
- Красный дракон (1981)
- Молчание ягнят (1988)
- Ганнибал (1999)
- Ганнибал: Восхождение (2006)